# اوئکتوبوک
شهر اوئکتوبوک (به فرانسوی: Wachtebeke) در شهرستان گان در استان فلاندری شرقی در منطقه فلاندری در کشور بلژیک واقع شده‌است.